# USS Humphreys (DD-236)
USS Humphreys (DD-236/APD-12) là một tàu khu trục lớp Clemson được Hải quân Hoa Kỳ chế tạo vào cuối Chiến tranh Thế giới thứ nhất, đã tiếp tục phục vụ trong Chiến tranh Thế giới thứ Hai, được cải biến thành tàu vận chuyển cao tốc APD-12, và hoạt động cho đến khi xung đột kết thúc. Nó là chiếc tàu chiến duy nhất của Hải quân Hoa Kỳ được đặt tên theo Joshua Humphreys (1751-1838), một nhà đóng tàu tiên phong của Hoa Kỳ.

## Thiết kế và chế tạo
Humphreys được đặt lườn vào ngày 31 tháng 7 năm 1918 tại xưởng tàu của hãng New York Shipbuilding Corporation. Nó được hạ thủy vào ngày 28 tháng 7 năm 1919, được đỡ đầu bởi cô Caroline Sterett Simpson, chắt của Joshua Humphreys; và được đưa ra hoạt động tại Philadelphia, Pennsylvania vào ngày 21 tháng 7 năm 1920 dưới quyền chỉ huy của Hạm trưởng, Trung tá Hải quân W. Baggaley.

## Lịch sử hoạt động

### Giữa hai cuộc thế chiến
Sau khi hoàn tất việc chạy thử máy tại vùng biển New England, Humphreys lên đường vào ngày 14 tháng 8 năm 1920 để làm nhiện vụ đặc biệt tại vùng biển Địa Trung Hải. Trong một năm tiếp theo, nó hoạt động chủ yếu tại khu vực Đông Địa Trung Hải cùng với các tàu Thổ Nhĩ Kỳ để bảo vệ quyền lợi của Hoa Kỳ và Thổ Nhĩ Kỳ trong cuộc xung đột tiếp theo sau Cách mạng Nga 1917. Nó làm nhiệm vụ khảo sát và hoạt động như tàu trạm và tàu liên lạc. Vào tháng 11 năm 1920, nó triệt thoái thường dân khỏi Crimea vào giai đoạn cuối của cuộc Nội chiến Nga, và cho đến tháng 8 năm 1921 đã hoạt động ngoài khơi Palestine, Thổ Nhĩ Kỳ và Ai Cập. Nó khởi hành từ Constantinople vào ngày 6 tháng 8, về đến Newport, Rhode Island vào ngày 23 tháng 8, và trải qua thời gian còn lại của năm trong các hoạt động huấn luyện.
Humphreys trải qua hai năm tiếp theo tiến hành các hoạt động huấn luyện hạm đội tại Đại Tây Dương và vùng biển Caribe. Nó lên đường vào ngày 21 tháng 1 năm 1925, băng qua kênh đào Panama để đi San Diego, California, và sau khi đến nơi vào ngày 12 tháng 3 đã tham gia các cuộc cơ động tập trận hạm đội ngoài khơi bờ biển California. Đến tháng 6, nó quay trở về New York, tiếp nối hoạt động huấn luyện thường lệ tại vùng biển Caribe, tham gia các chuyến đi huấn luyện quân nhân dự bị vào các mùa Hè 1926-1929, cho đến khi được cho xuất biên chế tại Philadelphia vào ngày 10 tháng 1 năm 1930.
Humphreys được cho nhập biên chế trở lại tại Philadelphia vào ngày 13 tháng 6 năm 1932, và khởi hành vào ngày 15 tháng 8 cho các đợt cơ động tại vùng bờ Tây. Chiếc tàu khu trục đã tham gia hai cuộc tập trận hạm đội hàng năm, một công cụ hữu hiệu để hoàn thiện thiết bị và chiến thuật, trước khi lên đường vào ngày 19 tháng 4 năm 1934 để đi New York. Đến nơi vào ngày 31 tháng 5, nó tiếp nối các hoạt động luyện tập sẵn sàng tại vùng bờ Đông, tham gia một cuộc tập trận hạm đội ngoài khơi Haiti vào tháng 10. Từ vùng Caribe, nó quay trở lại San Diego vào ngày 8 tháng 11 năm 1934, và trong năm tiếp theo đã tham gia thực tập huấn luyện tàu sân bay tại khu vực Thái Bình Dương. Hoạt động như tàu hộ tống và tàu canh phòng máy bay, nó giúp vào việc hoàn thiện chiến thuật tàu sân bay, vốn có tầm ảnh hưởng lớn đối với cuộc chiến tranh sắp đến. Nó tiếp tục ở lại vùng bờ Tây, thỉnh thoảng htực hiện các chuyến đi đến Trân Châu Cảng và Midway, trước khi lại được cho xuất biên chế tại San Diego vào ngày 14 tháng 9 năm 1938.
Humphreys lại được cho nhập biên chế trở lại một lần nữa vào ngày 26 tháng 9 năm 1939 khi Chiến tranh Thế giới thứ hai bùng nổ tại Châu Âu buộc Hoa Kỳ phải âng cao khả năng sẵn sàng. Nó tiến hành chạy thử máy tại San Diego, và lên đường vào ngày 13 tháng 11 để tham gia nhiệm vụ Tuần tra Trung lập tại vùng biển Caribe. Trong tháng 5 và tháng 6 năm 1940, nó tham gia một trường thủy âm tại Newport để nâng cao khả năng chống tàu ngầm, và khởi hành từ Norfolk, Virginia vào ngày 4 tháng 12 để đi San Diego, đến nơi hai ngày trước lễ Giáng Sinh. Tại đây nó tiếp tục nhiệm vụ Tuần tra Trung lập đồng thời tham gia huấn luyện chống tàu ngầm ngoài khơi bờ biển California.

### Thế Chiến II
Humphreys có mặt tại San Diego khi Đế quốc Nhật Bản tấn công Trân Châu Cảng thúc đẩy Hoa Kỳ tham chiến vào ngày 7 tháng 12 năm 1941. Trong những tháng ngặt nghèo đầu tiên, nó hoạt động như một tàu hộ tống duyên hải cho tàu bè đi lại giữa San Pedro và Seattle, Washington, nhưng đến tháng 5 năm 1942 đã đi lên phía Bắc đến Kodiak, Alaska, đến nơi vào ngày 31 tháng 5. Tại khu vực quần đảo Aleut, nó hộ tống các tàu vận tải, tuần tra tại các đảo do Hoa Kỳ chiếm giữ, và tham gia tập trận cùng các tàu tuần dương Honolulu, Indianapolis và nhiều tàu khu trục khác. Nó đi đến San Francisco vào ngày 11 tháng 11, và đi vào Xưởng hải quân Mare Island để được cải biến thành một tàu vận chuyển cao tốc.
Nó được xếp lại lớp với ký hiệu lườn mới APD-12 vào ngày 1 tháng 12 năm 1942; và sau khi chạy thử máy huấn luyện, đã đi đến Trân Châu Cảng vào ngày 31 tháng 12 để chuẩn bị làm nhiệm vụ tại khu vực Tây Nam Thái Bình Dương. Sau đợt huấn luyện đổ bộ tại vùng biển Hawaii, Humphreys lên đường đi Nouméa vào ngày 22 tháng 1 năm 1943, và bắt đầu vận chuyển binh lính và tiếp liệu từa các căn cứ tiền phương đến Guadalcanal, Tulagi và đảo Florida. Trong những tháng căng thẳng khi nó liên tục đi đến quần đảo Solomon hỗ trợ cho các cuộc tấn công đổ bộ, nó thường xuyên phải chống trả các cuộc ném bom và bắn phá của máy bay đối phương.
Sau các cuộc huấn luyện đổ bộ, Humphreys đón lên tàu các đơn vị của Sư đoàn 1 Kỵ binh tại Nouméa và chuyển đến Townsville, Australia để chuẩn bị cho chiến dịch Chronicle, cuộc đổ bộ lên các đảo Woodlark và Kiriwina. Đi đến Townsville vào ngày 20 tháng 5 năm 1943, nó khởi hành đi vịnh Milne vào ngày 21 tháng 6, và từ đây cho đổ bộ binh lính và thiết bị lên Woodlark vào ngày 23 tháng 6 mà không gặp sự kháng cự của đối phương. Cuộc đổ bộ đầu tiên trong suốt chiến dịch New Guinea kéo dài cũng là hoạt động đầu tiên của Lực lượng Đổ bộ Đệ Thất hạm đội dưới quyền Đô đốc Daniel E. Barbey, cung cấp kinh nghiệm quý báu cho nhiều chiến dịch đổ bộ diễn ra sau này.
Humphreys lên đường đi Brisbane để sửa chữa trong tháng 7 và tháng 8, rồi quay trở lại vịnh Milne vào ngày 15 tháng 8 năm 1943. Tại đây nó chuẩn bị cho hoạt động đổ bộ tiếp theo của Đệ Thất hạm đội dọc theo bờ biển New Giunea lên Lea. Sau khi cho đổ bộ lực lượng lên bờ vào sáng sớm ngày 4 tháng 9, nó tiếp tục ở lại ngoài khơi bãi đổ bộ để bảo vệ các tàu đổ bộ khỏi các cuộc không kích của đối phương. Binh lính Australia đổ bộ từ Humphreys và các tàu khác nhanh chóng chiếm được Lae, và con tàu khởi hành vào ngày 7 tháng 9 cùng với số binh lính thương vong đi Buna. Đến ngày 10 tháng 9, nó quay trở lại cùng các tàu vận chuyển khác cho một đợt càn quét ban đêm tại vịnh Huon, đánh đuổi các xà lan tiếp liệu và bắn phá các vị trí của quân Nhật chung quanh Lea. Hoạt động tiếp theo tại New Guinea của lực lượng dưới quyền Đô đốc Barbey là ở Finschhafen, nơi Humphreys và các tàu chị em thực hiện cuộc đổ bộ bất ngờ vào ngày 22 tháng 9. Sau khi chuyển lực lượng tăng viện tám ngày sau đó, con tàu đưa số binh lính thương vong đến Buna vào ngày 8 tháng 10, rồi đi đến đảo Goodenough vào ngày 19 tháng 10 để thực hành đổ bộ.
Việc chiếm đóng New Britain là một chặng quan trọng trong cuộc tiến quân về phía Philippines, vì nó cho phép kiểm soát các eo biển Vitiaz và Dampier chiến lược. Giai đoạn đầu của chiến dịch này là nhằm kiểm soát cảng Arawe. Humphreys lên đường cùng các đơn vị đổ bộ khác đến phía Nam New Britain, đến nơi vào ngày 15 tháng 12, và cho đổ bộ lên bờ các đơn vị thuộc Trung đoàn Kỵ binh 112 trên các xuồng cao su để chiếm các cảng; rồi trực chiến ngoài khơi để cung cấp hỏa lực hỗ trợ trước khi rút lui về Buna chiều hôm đó.
Humphreys cũng tham gia cuộc đổ bộ lên mũi Gloucester vào ngày 26 tháng 12, và tiếp tục ở lại khu vực mũi Sudest cho đến tháng 2 năm 1944. Sau đó nó lên đường cho cuộc đổ bộ tại quần đảo Admiralty vào ngày 27 tháng 2, đi đến ngoài khơi Los Negros hai ngày sau đó. Nó cho đổ bộ binh lính tại Hyane; di chuyển đến mũi Sudest; và khi sự kháng cự được dập tắt vào đầu tháng 3, đã quay trở lại Hyane với lực lượng tăng cường. Sang tháng 4, nó bắt đầu chuẩn bị cho cuộc tấn công đổ bộ bao gồm ba mũi gọng kìm vào miền Trung New Guinea, chiến dịch Hollandia. Nó cho đổ bộ binh lính lên vịnh Humboldt vào ngày 22 tháng 4 mà chỉ gặp kháng cự nhẹ, và tiếp tục ở lại ngoài khơi bãi biển để bắn pháo hỗ trợ. Sau cuộc tấn công, nó quay về Buna, rồi lên đường vào ngày 12 tháng 5 để quay về Hoa Kỳ.
Humphreys đi đến San Francisco vào ngày 30 tháng 5, và được cải biến để vận chuyển "người nhái" thuộc các đội phá hoại dưới nước (UDT) tinh nhuệ của Hải quân Hoa Kỳ. Lên đường vào ngày 30 tháng 7, nó tiến hành huấn luyện tại vùng biển Hawaii trước khi lên đường đi Manus vào ngày 28 tháng 9 để tham gia hạm đội tấn công trong việc tái chiếm Philippines. Lên đường vào ngày 12 tháng 10, nó đưa Đội UDT 5 đến các bãi biển Leyte vào ngày 18 tháng 10 và tiếp tục ở lại vùng phụ cận để bắn pháo hỗ trợ cho hoạt động trinh sát này. Ngày hôm sau, nó tuần tra trong vịnh Leyte để chống tàu ngầm đối phương, và tiếp tục nhiệm vụ này vào lúc diễn ra cuộc đổ bộ chính vào ngày 20 tháng 10 năm 1944. Nó đã hỗ trợ vào việc bắn rơi một máy bay ném bom Nhật vào ngày 21 tháng 10 trước khi lên đường hộ tống một đoàn tàu đi Manus.
Sau khi ghé qua Nouméa và Hollandia, nó khởi hành từ Palaus vào ngày 1 tháng 1 năm 1945 cùng với lực lượng tấn công Lingayen. Đi ngang qua vùng biển Philippines, các con tàu chịu đựng các cuộc tấn công của máy bay kamikaze và đã bắn rơi nhiều chiếc. Các cuộc tấn công cảm tử càng trở nên căng thẳng khi Humphreys tiến vào vịnh Lingayen vào ngày 6 tháng 1, và tung đội UDT của nó lên bờ vào ngày hôm sau cho các hoạt động trinh sát cần thiết, trong khi bản thân nó hỗ trợ hỏa lực. Nó ở lại vịnh này cho đến sau ngày đổ bộ chính một ngày, khi nó khởi hành cùng một đoàn tàu vận tải vào ngày 10 tháng 1. Con tàu đi đến Ulithi vào ngày 23 tháng 1 năm 1945 để nhận nhiệm vụ mới: hộ tống các đội hậu cần trong quá trình tiếp tế và tiếp nhiên liệu ngoài khơi cho lực lượng đặc nhiệm tàu sân bay. Nó đã bảo vệ cho việc tiếp nhiên liệu các tàu sân bay hộ tống Đệ Ngũ hạm đội tham gia cuộc đổ bộ lên Iwo Jima, và bản thân nó cũng đi đến đây vào ngày 8 tháng 3 năm 1945. Tại đây Humphreys hoạt độg như một tàu bảo vệ cho tàu bè cho đến khi đi đến Leyte cùng một đoàn tàu vận tải vào ngày 17 tháng 3.
Để chuẩn bị cho cuộc đổ bộ chính lên Okinawa, Humphreys tham gia vào cuộc tấn công lên Keise Shima vào ngày 31 tháng 3, hộ tống các tàu đổ bộ LST, và làm nhiệm vụ hộ tống cho đến khi nó lên đường đi Ulithi vào ngày 3 tháng 4. Trong khi cuộc đổ bộ lớn nhất và cuối cùng này đang diễn ra, nó đã hộ tống cho các tàu tiếp liệu đi từ Ulithi đến vùng chiến sự quyết liệt ở Okinawa, cho đến khi quay trở về Trân Châu Cảng vào ngày 4 tháng 6 năm 1945. Từ đây nó lên đường đi San Diego, nơi nó được xếp lại lớp với ký hiệu lườn mới DD-236 vào ngày 20 tháng 7 năm 1945. Humphreys được cho ngừng hoạt động vào ngày 26 tháng 10 năm 1945, và bị bán cho hãng National Metal & Steel Corporation ở đảo Terminal, California vào ngày 26 tháng 8 năm 1946 để tháo dỡ.

## Phần thưởng
Humphreys được tặng thưởng bảy Ngôi sao Chiến trận do thành tích phục vụ trong Chiến tranh Thế giới thứ hai.